# Instinct - Istinto primordiale
Instinct - Istinto primordiale (Instinct) è un film del 1999 diretto da Jon Turteltaub. È liberamente ispirato a un racconto di Daniel Quinn, intitolato Ishmael.

## Trama
Miami. Lo scienziato Ethan Powell viene rinchiuso in un manicomio criminale con l'accusa di omicidio plurimo. L'uomo è chiuso nel silenzio più completo, e non accetta di comunicare con nessuno. Un giorno arriva all'istituto il giovane psichiatra Theo Caulder, che prende a cuore il caso di Powell e si mette in testa di riuscire a farlo parlare. Dopo una serie di tentativi infruttuosi, Caulder riesce finalmente ad entrare in comunicazione con Powell, scoprendo però una verità che non sospettava.

## Produzione
La produzione del film è avvenuta nel 1998. Sean Connery avrebbe dovuto, in origine, interpretare il ruolo di Ethan Powell.

## Distribuzione
In Italia il film è stato distribuito dalla Buena Vista International Italia S.R.L..

## Accoglienza
Il film ha ricevuto critiche miste, il sito Rotten Tomatoes dà un punteggio del 27% basato su 66 recensioni. Metacritic dà al film un punteggio di 43/100, basato su 23 recensioni. Negli Stati Uniti, il critico Roger Ebert del Chicago Sun Times dà al film 1,5 stelle su 4.
Il film è stato un flop nelle sale degli Stati Uniti e del Canada, ricavando solo 34.105.207 dollari statunitensi a fronte di un budget di 80 milioni di dollari. Il film ha vinto un Genesis Award nell'anno 2000 per i temi a favore del diritto degli animali.

## Film simili
- Gorilla nella nebbia (1988)
- Nell (1994)